# Basciano
Basciano è un comune italiano di 2 316 abitanti della provincia di Teramo in Abruzzo, facente parte dell'unione dei comuni Colline del Medio Vomano.

## Origini del nome
Attestato nell'VIII secolo come in Bassiano, si tratta di un toponimo prediale, (fundus) Bassianus, dal personale romano Bass(i)us.

## Storia
Lo stemma di Basciano raffigura un personaggio barbuto e armato, rappresentato in piedi, di profilo e nell'atto di camminare, con abiti di foggia orientalizzante; alle sue spalle, in alto a destra, compare una mezzaluna posta in banda. Esso rientra nella tipologia araldica diffusa in epoca rinascimentale, definita "parlante", in cui il nome del paese è esemplificato e spiegato dalla rappresentazione che campeggia sulla sua insegna. La figura rappresenta un saraceno, interpretato finora come testimonianza della penetrazione di bande di infedeli nella Val Vomano in epoca alto-medievale, quando tutta l'Italia centro-meridionale venne sconvolta dalle loro scorrerie. Tuttavia, se è certa l'occupazione temporanea delle coste adriatiche da parte dei saraceni, mancano attestazioni storiche ed archeologiche della loro presenza nell'entroterra. L'arrivo degli arabi a Basciano sembra dunque essere solo una leggenda popolare, nata dal desiderio della comunità di rintracciare l'origine del nome del paese nella Storia più antica e, forse, per questo, sentita come più "nobile". In questa prospettiva, il toponimo Basciano, nel tempo, è stato interpretato come una trasformazione della parola araba "Pascià", oppure del termine latino "Bascianii" che indicava il nome degli ostaggi catturati durante le scorrerie moresche. Questa interpretazione viene ripresa anche nei nostri giorni: "…secondo un'antica tradizione, — si legge nelle pagine di una guida turistica — quando i Normanni, intorno all'anno 1000, scacciarono i saraceni dall'Italia meridionale, fecero prigionieri molti fanciulli, figli dei Pascià sconfitti, che furono denominati Bascianii. Addestrati alle armi, questi furono aggregati all'esercito cristiano nel quale ebbero modo di distinguersi, ottenendo onori e titoli immobiliari".
Il centro antico fu costruito intorno al XIII secolo sotto il protettorato di San Flaviano. Fu possedimento di Oderisio di Collepietro, poi degli Orsini e della contea di Bellante.
Nel XVI secolo è proprietà della grande famiglia Acquaviva di Atri.
La prima notizia storica del paese risale al 787, quando Basciano viene citato come Bassano in un elenco di beni ceduti da Carlo Magno al Monastero di Montecassino. Intorno al Mille, divenuto Bassiano, fu proprietà del vescovo aprutino Pietro e tale è ancora nel 1108, quando il vescovo è Uberto, con il nome di Vassiano, mentre nel 1150 è di Oderisio da Collepietro. Nel XIII secolo passò agli Acquaviva, che lo inglobarono nella Baronìa di Atri, fino al 1538, quando venne ceduto ai Brancia, per giungere, attraverso altre Signorìe, ai Barra-Caracciolo. Agli inizi del 1800, nel corso dell'occupazione francese fu teatro di lotte e violenze. Da segnalare che Basciano fu uno dei primi paesi della provincia ad essere sede, nel 1843, di un “Monte pecuniario”, che concedeva prestiti agli agricoltori (al tasso del 6% annuo).
Il Comune di Basciano viene anche citato nel Dizionario Geografico-Ragionato del Regno di Napoli di Lorenzo Giustiniani (1797-1802), il quale così lo descrive: "BASCIANO, o Bassano, terra in Abruzzo Ultra, in oggi però dicesi di Teramo, da cui è distante miglia 5, e trovasi in diocesi di Penne. Ella vedesi edificata sopra di una collina di buon aria. Il di lei territorio produce il bisognevole, e non vi manca caccia di lepri, volpi, e di pennuti di varie specie nelle parti boscose del medesimo. La tassa de' suoi abitatori nel 1532 fu per fuochi 85, nel 1545 per 144, nel 1561 per 125, nel 1595 per 109, nel 1648 per 155, e nel 1669 per 92, e in oggi ascendono a circa 1300 addetti all'agricoltura, ed alla pastorizia. - Questa terra fu del duca di Atri. Nel 1538 il detto duca di Atri, e conte di Gioia di quel tempo la permutò colla terra di Dragoni, che possedeasi da Porzia Brancia, con patto de retrovendendo. Nel cedolario si trova poi in testa di Lucrezia de Scorziatis. Nel 1582 a detta Lucrezia succedè Gio. Camillo suo fratello, il quale denunciò la di lei morte. Nella situazione del 1669 si trova notato Fabrizio de Scorziatis, per la tassa di duc. 5 – 4 – 7 per detta terra di Basciano, e sua Portolania, deve di adoho per anno ducati 8 – 18; i quali si vedono tutti assignari a consignatarii - Nella medesima situazione si legge ancora: Università di Basciano, per la tassa di ducati 18 – 1 – 12 ; per lo feudo di Collalto inhabitato per la parte sua, et Università di Penna del Feudo di S. Andrea, et per la sua Portolania, deve di adoho per ann. ducati 25 - 2 - 14 ; dei quali ducati 15 - 2 - 1o 13 sono assignati a consignatarii. Nel 1701 fu venduta sub hasta S. C. a Placido Avallone per ducati 9300 ad istanza del creditori di Camillo, e Francesco Scorziati. In oggi l'ha in baronia la famiglia Barra Caracciolo."
Successivamente il Comune verrà citato anche nell'Inchiesta agraria Jacini (1877-1885), inchiesta parlamentare sulle condizioni della classe agricola in Italia, decretata con la legge del 15 marzo 1877, che rappresenta la più completa documentazione sullo stato dell'economia agraria dell'Italia post-unitaria. Gli atti dell'inchiesta, pubblicati dal 1881 al 1890, furono riassunti nella relazione finale del presidente della giunta, il senatore Stefano Jacini, che denunciò il disinteresse dei vari governi che avevano guidato il Paese nei confronti dell'agricoltura, che pure forniva allo Stato la maggior parte del reddito nazionale, senza ricevere in cambio né capitali, né stimoli o incentivi per il suo sviluppo. L'indagine descriveva le caratteristiche della proprietà fondiaria, le colture, i metodi di coltivazione e le condizioni di vita dei contadini. La parte dell'inchiesta dove viene descritto il Comune di Basciano, fu affidata a Nicola Prosperi (sotto-prefetto di Penne) il quale segnala a Basciano la presenza dell'unico bosco di alto fusto presente nel Circondario di Penne. Viene anche descritta la coltivazione esclusiva del vitigno autoctono Montonico allevato a "…vigna piena di mezzana altezza, raccomandata a canne con legami di giunco…", dal quale si ottiene un vino di colore giallo pallido ("…solo ho trovato che al Montonico di Basciano si dà colore giallognolo nell'epoca della maturazione…"). Nell'opera viene anche riportato che in quegli anni si incominciò, all'interno di pochi paesi del Circondario (tra cui anche Bisenti), a introdurre una nuova pratica scientifica di vinificazione, quella del vino cotto ("…si elaborano quattro maniere di vino cotto, cioè, conservato, crudo, semplice, crudo ritornato… il vino cotto poi dopo il quinto anno almeno, si diventa saporoso, eccitante e squisitamente piacevole per un aroma sui generis che gli dà il tempo… è risaputo che tutto il Teramano, che i nostri vini vecchi, maturi e purificati. Essi acquistano densità sciropposa, sapore abboccato, aromatico, lievemente amarognolo, fragrante ed empireumatico, limpido color rosso cupa ciliegia.")

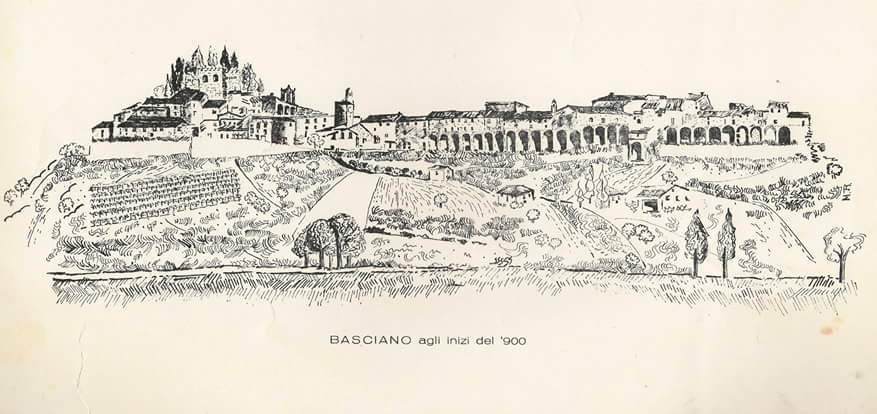
Antica rappresentazione del Comune di Basciano agli inizi del '900

### Simboli
Lo stemma e il gonfalone del comune di Basciano sono stati concessi con decreto del presidente della Repubblica del 3 luglio 1962.
Il gonfalone municipale è costituito da un drappo partito di rosso e di giallo.

## Monumenti e luoghi d'interesse

### Architetture civili

#### Porta Penta e la Torre di San Giorgio (o dell'Orologio)
Un tempo il borgo del paese era cinto, su tutti i lati, da una fortificazione muraria, purtroppo oggi non ne rimane alcuna traccia, fatta eccezione per la cosiddetta Torre dell'Orologio (o Torre di S. Giorgio), peraltro fortemente rimaneggiata, che contiene la porta urbana di accesso, Porta Penta, insieme alla quale funge da raccordo tra il borgo e l'attuale piazza Vittorio Emanuele. La porta è stata costruita nel medioevo e rimodellata nel Seicento, occupa quasi tutta la larghezza della facciata della torre ed è costituita da un arco a tutto sesto e si presenta strombata; la torre campanaria che sorge al di sopra di essa è eseguita nello stile caratteristico del XVIII secolo: larghe parastre angolari sorreggono delle cornici, sulla parte superiore riquadrata è immesso il pubblico orologio e al di sopra di una copertura a tetto si trova un campaniletto a vela con volute baroccheggianti. Sulla torre si leggono i versi: "PROTEGE TU MICHEAL BASCIANI MOENIA PELLE DAEMONIS INSIDIAS NOXIA CUNCTA FUGA" Trad. "TU MICHELE PROTEGGI LE MURA DI BASCIANO ALLONTANA LE INSIDIE DEL DEMONIO FUGA TUTTI I MALI". Al di sopra si nota un rettangolo ricoperto di calce: la tradizione orale ricorda qui dipinta l'immagine di San Giorgio o San Michele con il Drago.

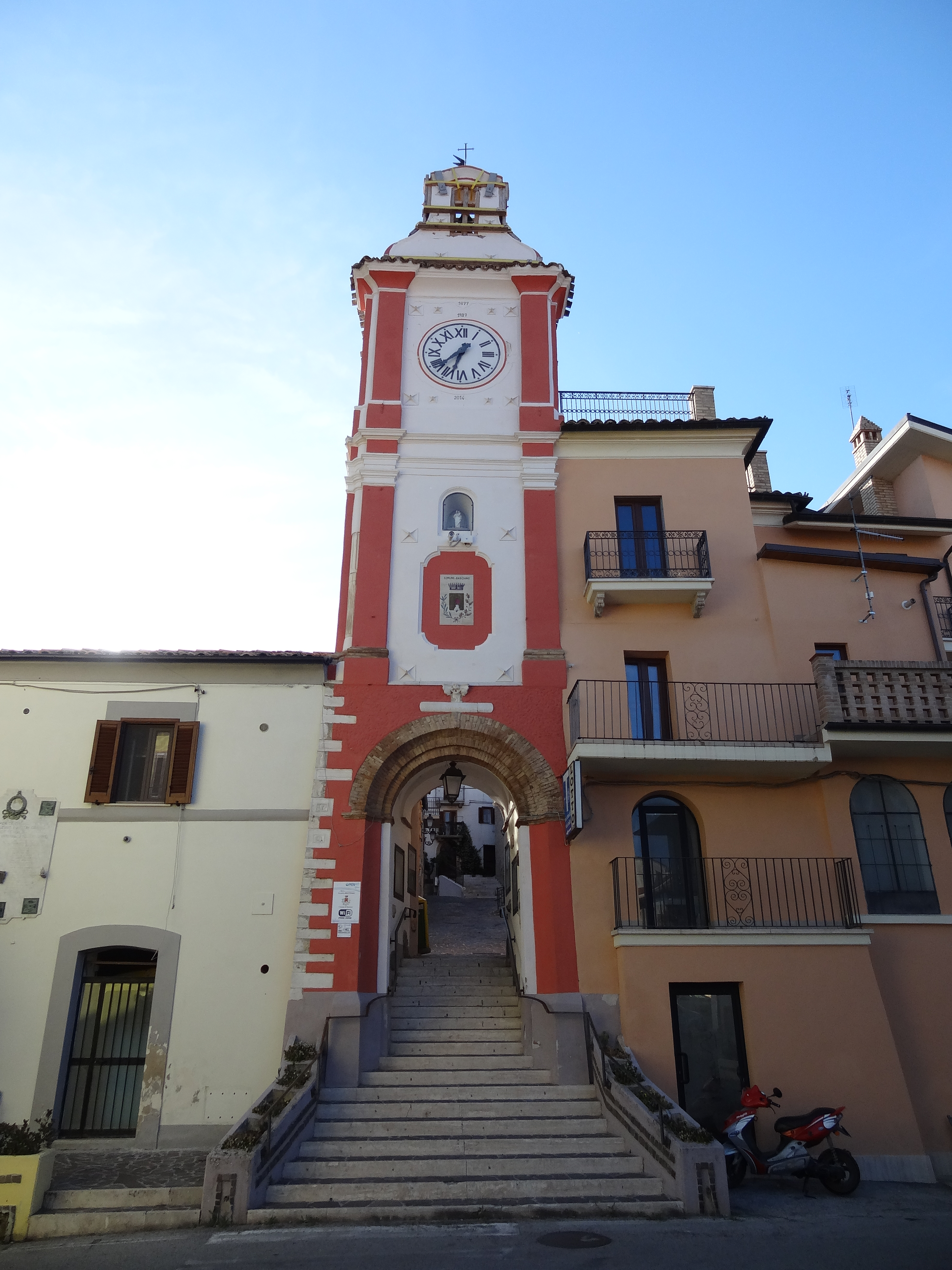
Torre dell'orologio e Porta Penta

#### Castello (Palazzo baronale)
Nella sommità del borgo storico di Basciano è situato il castello, in possesso della famiglia Avellone tra il XVII e XVIII secolo (in precedenza appartenuto alla famiglia De Scorciatis), fino a quando, per un problema di ereditarietà, fu donato assieme al titolo di Barone a Nicola Barra - Caracciolo. Ad oggi delle strutture originarie rimangono solo alcuni resti del torrione e i contrafforti, nella parte posteriore dell'edificio.

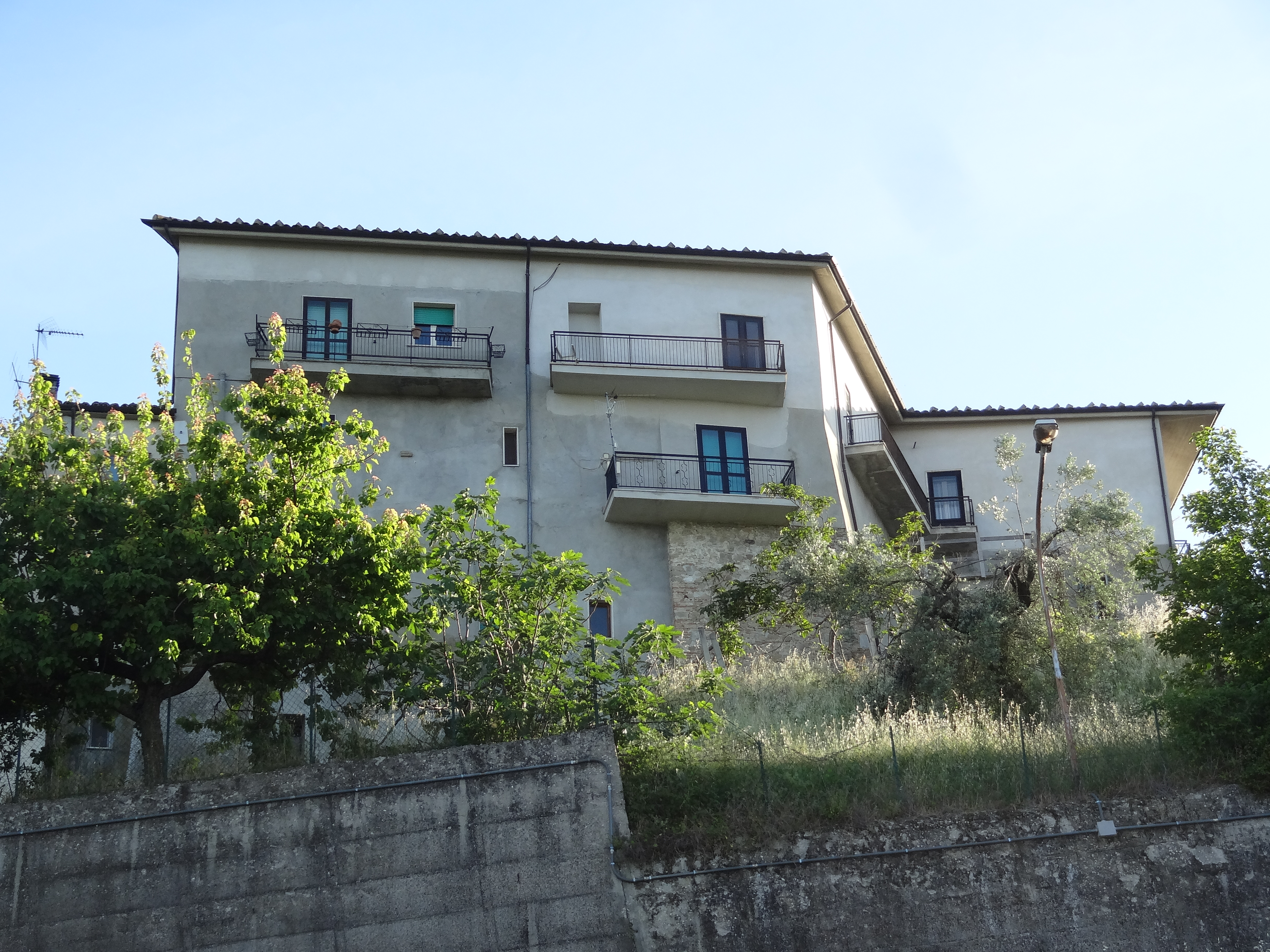
Castello (Palazzo baronale)

#### Monumento all'emigrante
Posto tra il castello (ovvero il Palazzo baronale un tempo di proprietà di Placido Barra-Caracciolo di Napoli) e la Torre dell'Orologio, fu messo a dimora negli anni '90, a ricordo del considerevole flusso emigratorio che interessò i cittadini di Basciano durante il secondo dopoguerra. Infatti il fenomeno migratorio a Basciano può essere osservato attraverso alcune informazioni di carattere statistico. Osservando ad esempio le tabelle sul movimento della popolazione si nota che una flessione demografica consistente si è avuta negli anni che vanno dal 1966 al 1973(1966: residenti 2388; 1973: residenti 2099).

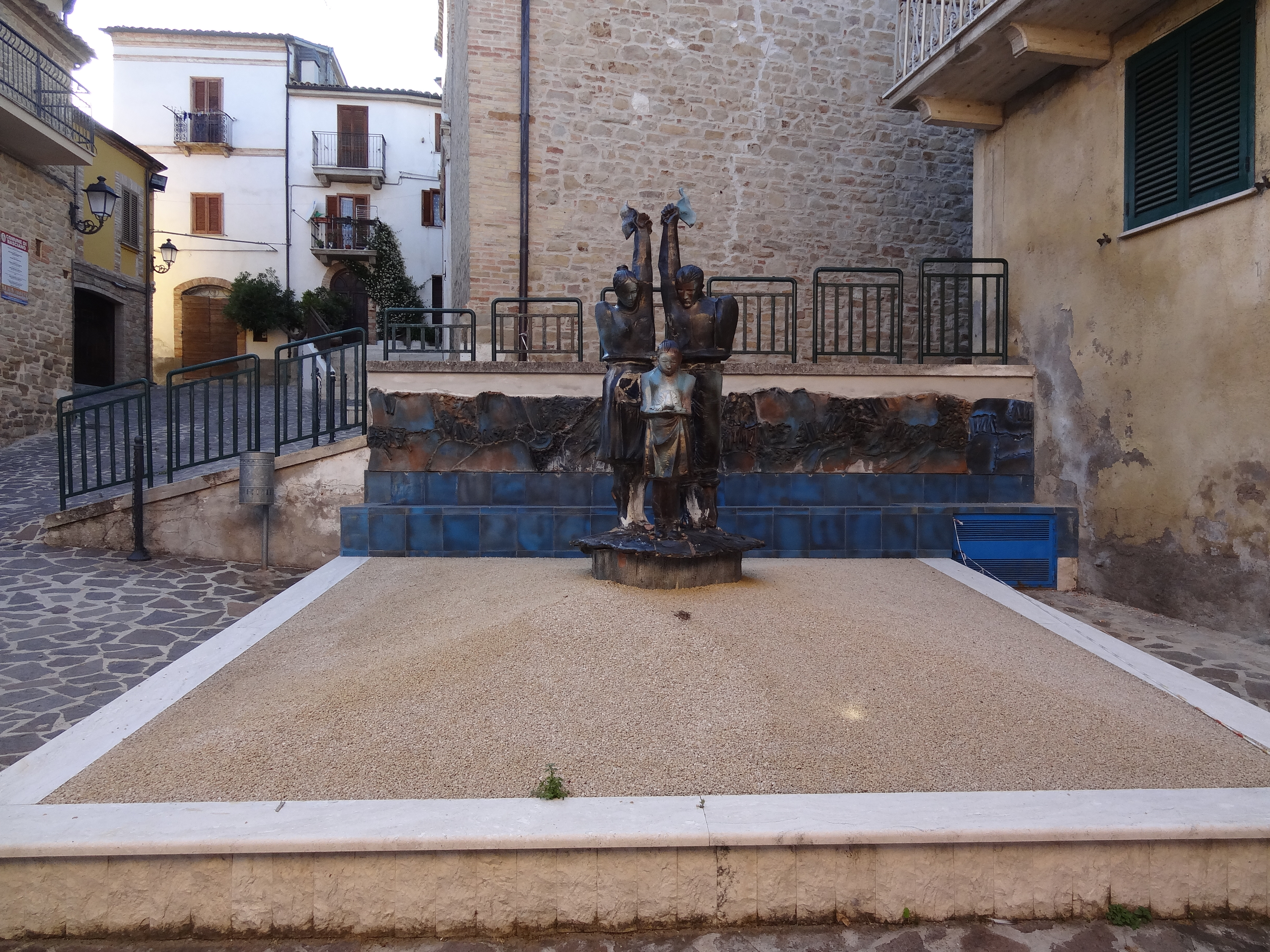
Monumento all'emigrante

#### Monumento ai caduti di tutte le guerre
Sito in piazza Municipio antistante la sede comunale, fu inaugurato nel 1980 dall'Amministrazione di Basciano e dal Gruppo Alpini con un imponente 1º Raduno Regionale degli Alpini. A ricordo dei compaesani caduti fu realizzato un obelisco dell'altezza di 25 metri recante due lapidi di marmo con il nome di ciascun cittadino caduto e fu messo a dimora uno storico cannone anticarro da 17 lbs (in Italia fu in servizio con l'Esercito Italiano, con il nome di 76/55, in un gruppo contro-carri di tre batterie da sei pezzi, l'arma fu anche usata nelle opere della difesa permanente come nel Vallo Alpino. È stato il primo pezzo di artiglieria ad utilizzare proiettili perforanti a scartamento di involucro (APDS), per questo era in grado di competere con armi di maggior calibro - 88/55 tedesco, 90/50 americano, 90/53 italiano - Venne mantenuto in servizio anche nel dopoguerra.).

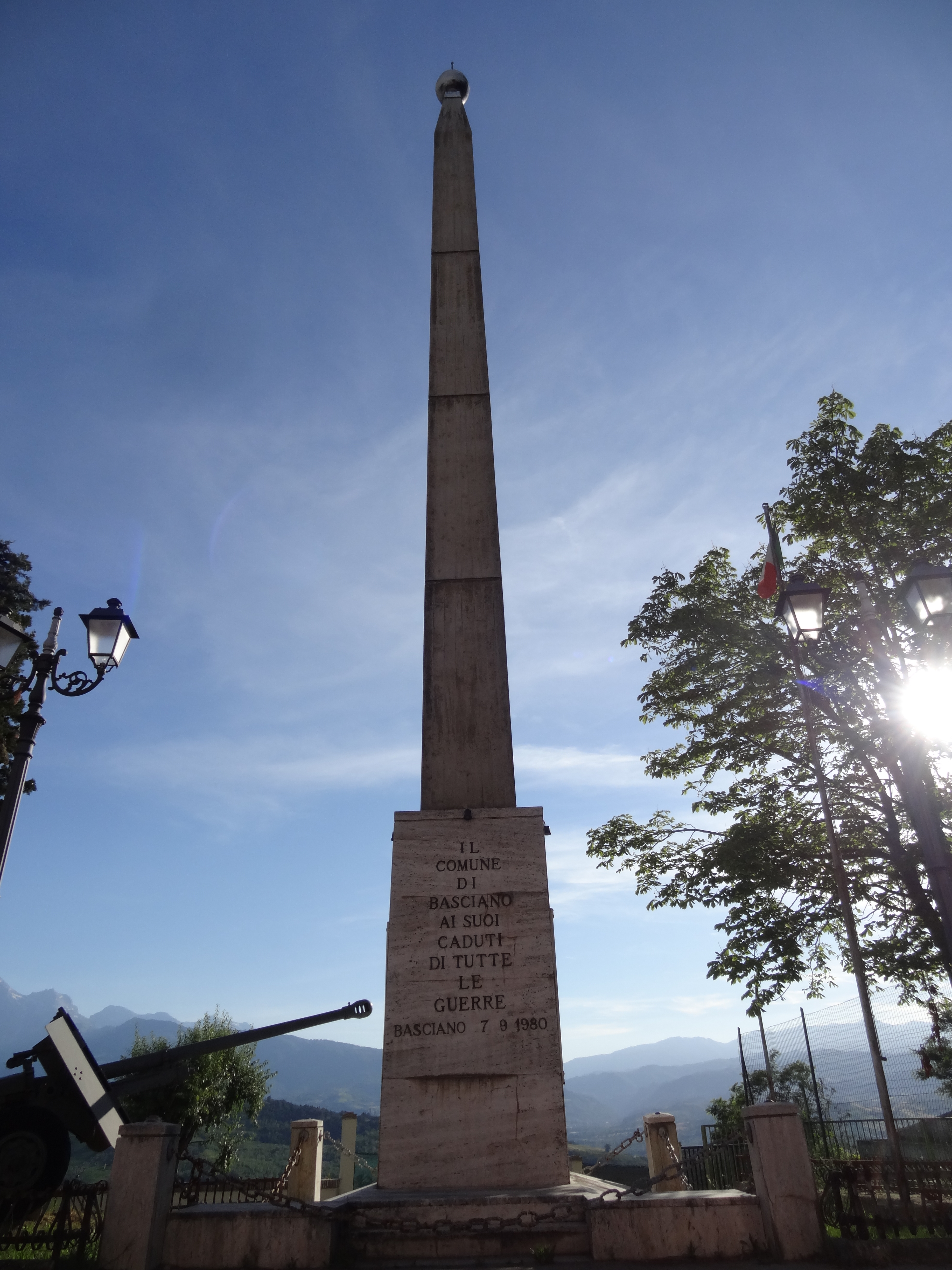
Monumento ai caduti di tutte le guerre

#### Monumento ai caduti di Nassiriya

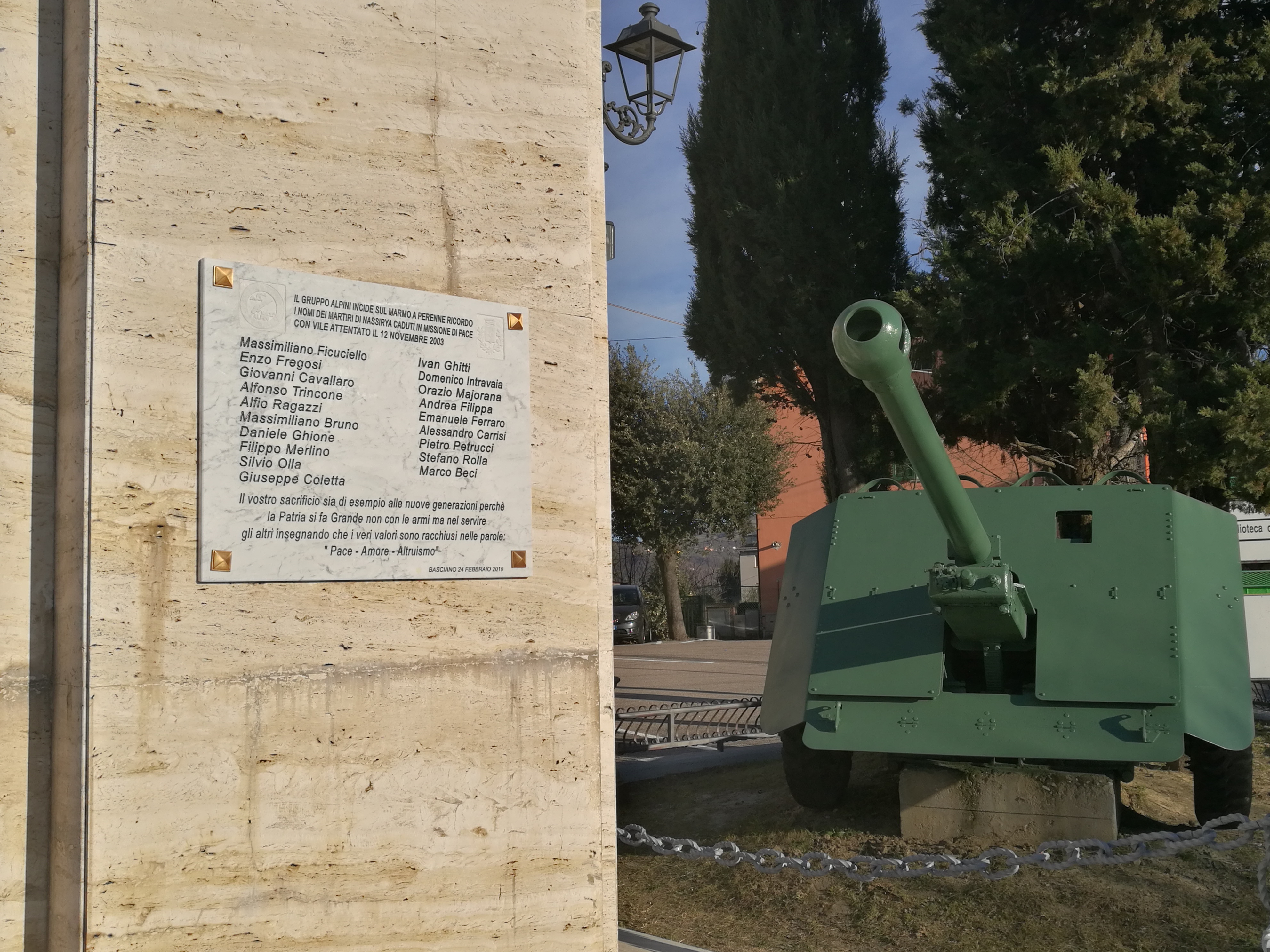
Monumento ai caduti di Nassiriya del 12 novembre 2003 posto in piazza del Municipio

In data 24 febbraio 2019, con una solenne manifestazione presenziata da numerose autorità e da un picchetto di Alpini, è stata posta in piazza del Municipio (nel medesimo obelisco che commemora i caduti bascianesi di tutte le guerre) una lapide di marmo a ricordo delle vittime dell'attentato di Nassiriya avvenuto il 12 novembre 2003. La lapide voluta dal Gruppo Alpini riporta il seguente epitaffio: "Il vostro sacrificio sia di esempio alle nuove generazioni perché la Patria si fa Grande non con le armi ma nel servire gli altri insegnando che i veri valori sono racchiusi nelle parole: 'Pace - Amore - Altruismo' ".

#### Monumento in memoria del Prof. Giacinto Auriti

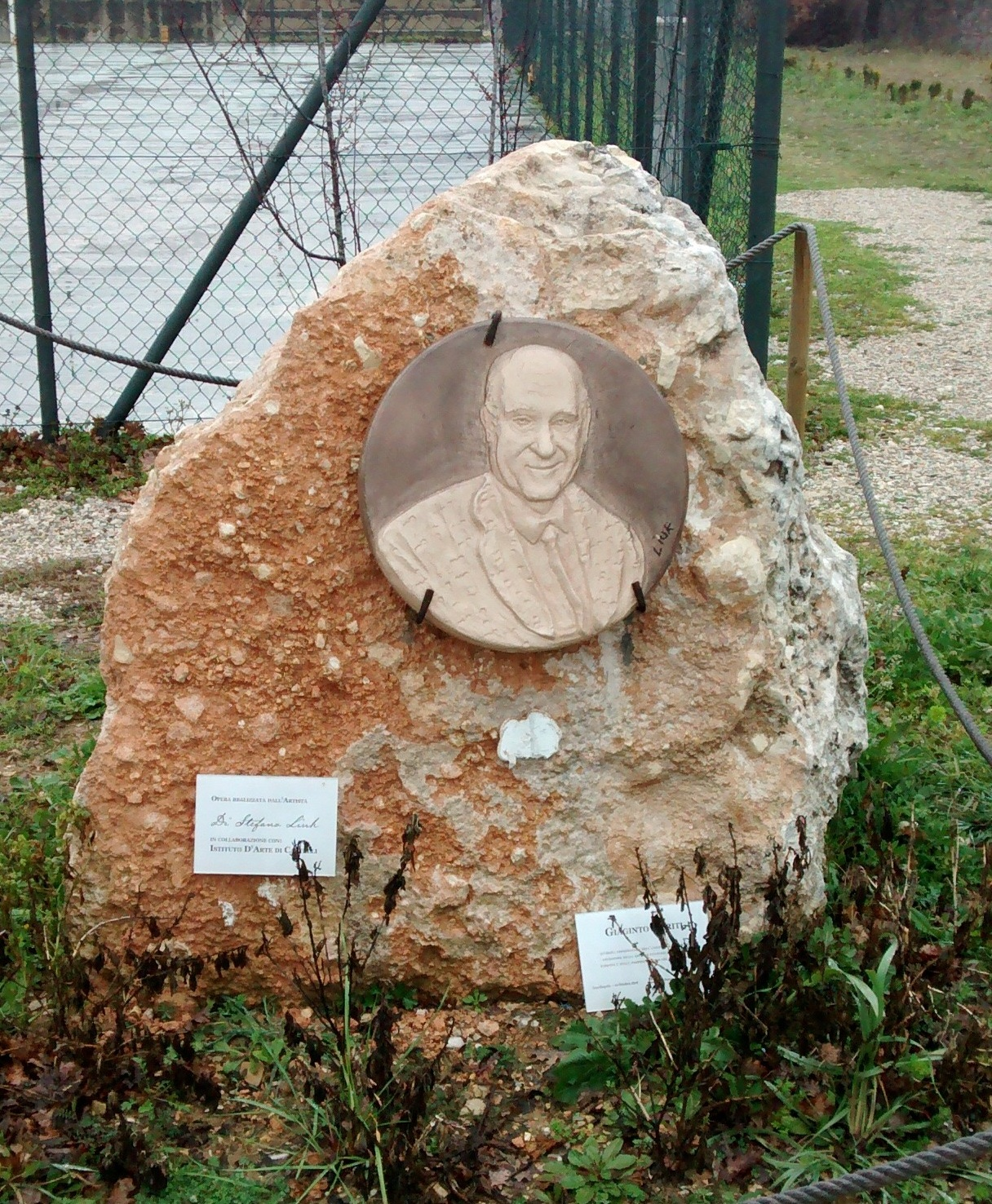
Monumento in memoria del Prof. Giacinto Auriti posto in località San Rustico

Collocato nell'omonima piazza nella frazione di San Rustico, il monumento commemorativo fu inaugurato il 17 giugno del 2017 su iniziativa dell'Associazione culturale La Combriccola e del gruppo Lo Sai. L'opera realizzata dall'artista Liuk Di Stefano in collaborazione con l'Istituto D'Arte di Castelli è dedicata al Prof. Giacinto Auriti, giurista, saggista, cofondatore della facoltà di giurisprudenza dell'Università di Teramo e fondatore della dottrina economica del valore indotto e della proprietà popolare della moneta.

#### Monumento agli Alpini

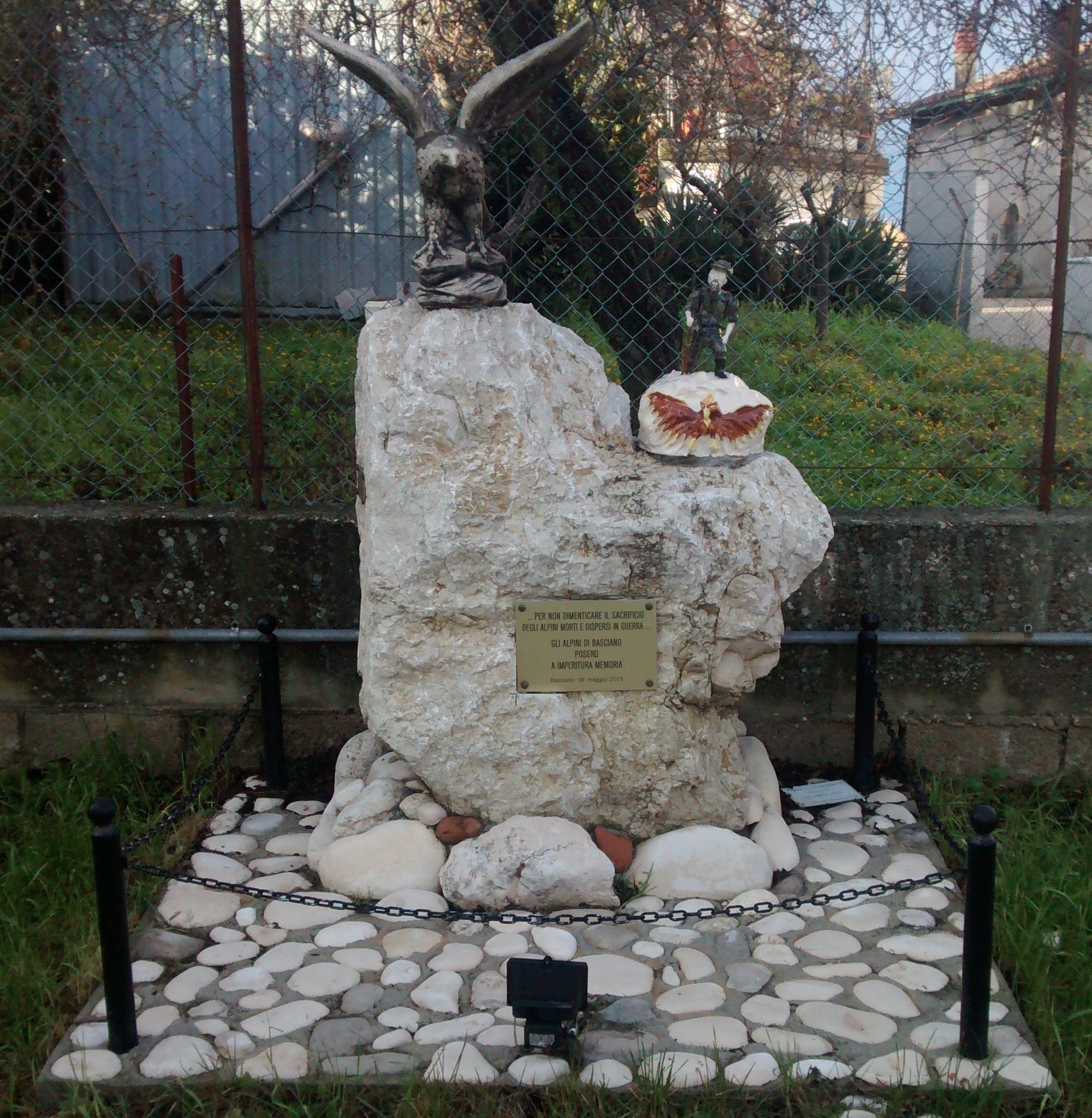
Monumento commemorativo degli Alpini

Nella frazione di Santa Maria, all'interno del plesso della A.N.A. sez. Abruzzi degli Alpini di Basciano Archiviato il 7 novembre 2016 in Internet Archive., è posta dal 16 maggio 2015 un'opera in terracotta, raffigurante sia un'aquila (da sempre simbolo della fierezza e della forza degli Alpini) che un alpino, degli artisti Liuk Di Stefano e Damiano Tatulli. L'opera commemorativa riporta una targa con su scritto “... per non dimenticare il sacrificio degli Alpini morti e dispersi in guerra … Gli Alpini di Basciano posero a imperitura memoria.”

### Architetture religiose

#### Chiesa di San Flaviano

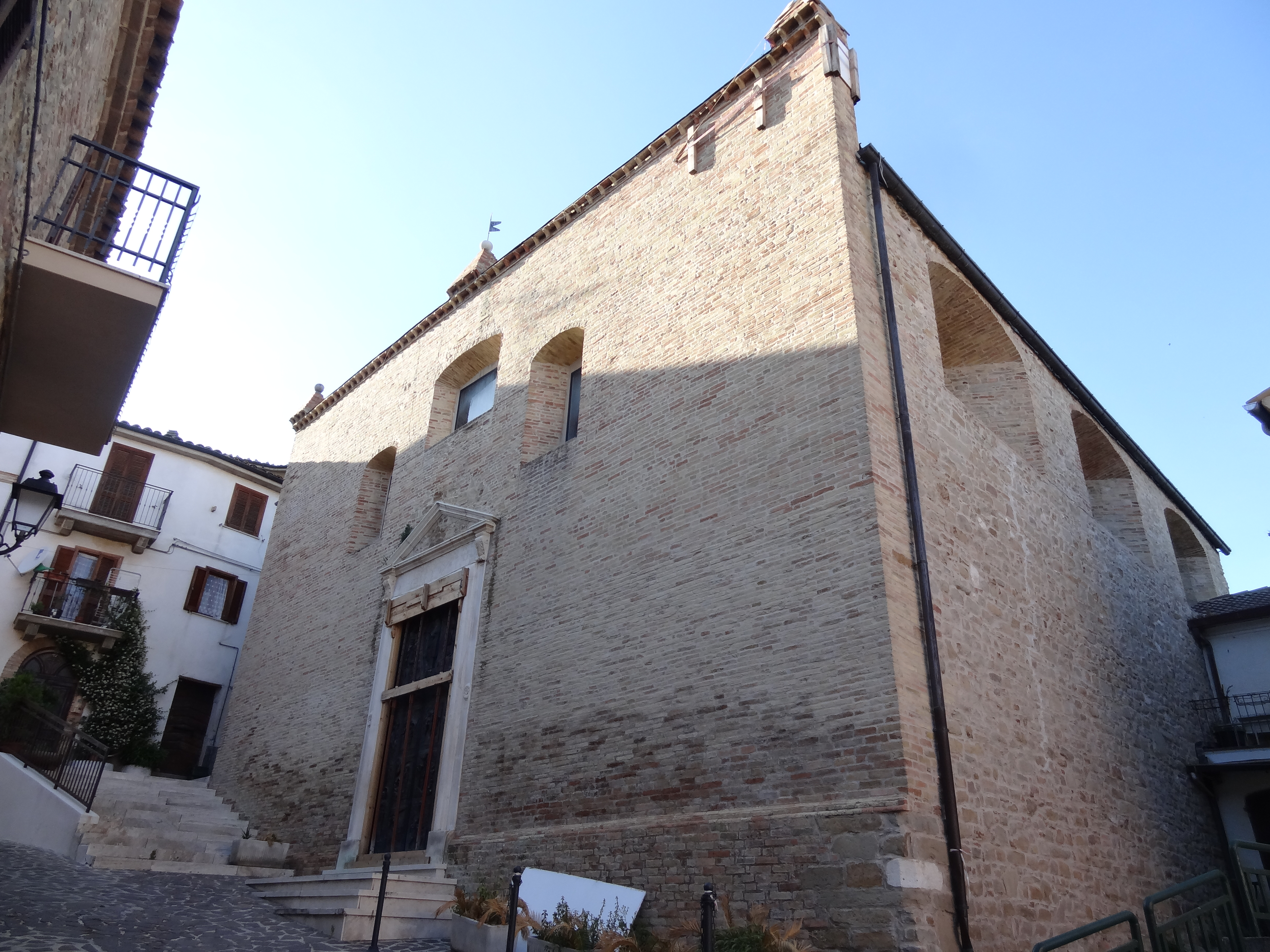
Chiesa di S Flaviano

San Flaviano, vescovo Patriarca di Costantinopoli, proclamato martire dal Concilio di Calcedonia del 451, è il patrono di Basciano. La leggenda tramanda che la statua del Santo venne rubata a Penna Sant'Andrea dai bascianesi. Alcuni pennesi, di ritorno da Penne dove avevano ritirato la statua del Santo per la chiesa parrocchiale del loro paese, si fermarono sotto un fico in territorio di Basciano per riposarsi, ma, attirati dai polposi frutti della pianta, vi si arrampicarono per coglierne alcuni e la statua venne rubata sotto il naso da alcuni bascianesi, che la portarono in paese. Da allora San Flaviano divenne il patrono di Basciano. Le prime notizie riguardanti la chiesa di San Flaviano risalgono al 1068, quando un certo Attone nell'atto di donazione della sua porzione dell'abitato di Basciano al monastero di Casauria include anche questa chiesa. Nel 1073 un tale Odemundo dona allo stesso monastero la quarta parte di San Flaviano e gli introiti. La frammentazione delle proprietà, anche ecclesiastiche, era una prassi particolarmente diffusa nel Medioevo. Qualche secolo più tardi Francesco De Scorciatis, barone di Ripattone, nel 1636, dispone di essere sepolto nella cappella di famiglia, situata all'interno della chiesa di S. Flaviano di Basciano. La chiesa parrocchiale è stata rimodellata in epoca rinascimentale. Ha facciata in pietra sbozzata così come tutto il rivestimento esterno. Il portale è decorato da una cornice di gusto classico. Il campanile è a vela. La parte interna è a navata unica con volta superiore ad arco. Vi sono conservati: un dipinto della Madonna, uno di san Flaviano ed un crocifisso. La facciata quadrangolare è sobria e lineare, e attualmente si presenta rivestita da laterizi, con tre aperture leggermente strombata; i lati sono costituiti da una muratura, in ciottoli di varia grandezza. Sul portale, sormontato da un timpano, compare un'iscrizione di quattro righe, da cui si apprende che la chiesa fu restaurata a spese della cittadinanza nel 1582. Sull'architrave infatti si legge “Ore tuo Xpe benedictus sit locus iste / pax sit intranti benedictio quoque moranti / sacrum hoc divo Flaviano dicatum publico aere / instauratum est anno Domini 15LXXXII”, dove la data è 1582 e Xpe sta per Christe. Le pesanti porte in bronzo, recanti figure a rilievo celebrative di San Flaviano e di episodi evangelici, sono state apposte in occasione dell'Anno Santo 2000. All'interno, a lato dell'altare maggiore, si trova una lapide funeraria con iscrizione, di due esponenti della famiglia Avellone, Donna Rosa e Don Antonio, rispettivamente moglie e figlio del dedicante, Don Placido, barone del castello. Sulla parete laterale destra si può ammirare un affresco del XV secolo raffigurante il tema della Crocifissione, il cui restauro ha riportato alla luce le immagini di San Celestino V Papa e San Rocco, nella parte sottostante. Ai lati dell'altare sono conservate due tele della seconda metà del Cinquecento, raffiguranti San Rocco e San Flaviano. San Flaviano è rappresentato nella sua veste e con gli apparati vescovili, mentre San Rocco ha come consueto il cane, il bastone, il cappello da pellegrino, la borraccia al lato, la conchiglia sul petto su cui sono posti due bastoni incrociati a forma di spilla. Nel teramano è molto frequente questa iconografia di San Rocco, tipica di molte regioni del centro.sud. Il santo è considerato protettore delle malattie in genere e dalle pestilenze in particolare. Le tele, dipinte sa un'artista di cui non è noto il nome, si presentano in un discreto stato di conservazione e sono qualitativamente pregevoli, per quello che è dato vedere dopo il pesante restauro e le integrazioni pittoriche subite nel tempo. Nella sagrestia si conserva un armadio, di squisita fattura, del 1600 circa restaurato recentemente.

#### Chiesa di San Giacomo
La chiesa si trova sul lato destro di Piazza Vittorio Emanuele, restaurata, è stata riaperta al culto nel 1982, dopo un lungo stato di abbandono (secondo alcune testimonianze degli autoctoni sembra addirittura che sia stata usata come pollaio). In un'epoca imprecisata era stata anche adibita a scuola elementare e divisa in due piani, ma dopo la seconda guerra mondiale, il parroco Don Turibbio, la fece restaurare e riconsacrare. La prima menzione risale al 1178, anno in cui Roberto, conte di Loretello, la donò con l'annesso Spedale (ricovero per viandanti e pellegrini, in cui si poteva avere un giaciglio per la notte e ci si poteva rifocillare) e con la chiesa di s. Pietro di Fano a Corno al vescovo di Penne, donazione confermata da papa Lucio III nel 1182. Nel 1324 e ancora nel 1326 S. Giacomo figura nell'elenco delle decime delle Collectoriae di Penne e Atri. ll 17 settembre del 1586 un rogito notarile ricorda Don Ovidio Marini di Basciano titolare del Beneficio di San Giacomo à Maone (al Mavone), ottenuto dal vescovo di Penne; il 29 ottobre dello stesso anno, però, il Beneficio passa nelle mani del Rev. D. Ascanio Palumbi di Basciano, dato che il Marini diventa gesuita. Nel 1598 il barone Fabrizio Scorziati cede all'abate di Fonte Avellena, insieme con altri beni, una casa attigua alla chiesa, dove i monaci Camaldolesi trasferiscono la loro dimora. Nel 1795 il barone Don Placido Barra-Caracciolo cede in perpetuo la chiesa al Camaldolese P. Teodosio Pani ed ai suoi successori: l'edificio era però già ridotto in condizioni tanto precarie da non potervi più celebrare gli uffizi sacri. Nel 1790 l" Unità (o Comune) di Basciano chiede al Regio Economato di inoltrare alla Curia Vescovile di Penne la richiesta di disimpegno delle rendite della Badia di S. Giacomo e di S. Maria de Burgis, il cui patronato era vacante dall'anno della morte di Don Giuseppantonio Di Marco (1798) a favore del barone di Basciano, Don Placido Barra Caracciolo. Ancora nel 1897, la chiesa non era stata reintegrata nelle sue funzioni originarie: dall'Archivio Comunale risulta infatti che il Comune di Basciano ebbe una controversia con i fratelli Demetrio e Corinto Giannoni, riguardo al possesso dell'edificio, reclamato dai suoi proprietari. La lite venne, infine, composta bonariamente e la chiesa venne riaperta al culto. L'edificio è a tal punto inserito nel tessuto abitativo, che si distingue solo per la presenza di una "sobria" croce al neon che sovrasta il muro della facciata, semplice e di forma rettangolare, con una monofora che presenta una croce in ferro inscritta nel cerchio e un portale ad arco evidenziato da una ghiera di mattoni. Nello spigolo destro della facciata sono stati lasciati a vista i blocchi di pietra squadrata, forse appartenenti all'edificio originario. l'interno presenta un arredo moderno: unica testimonianza del passato della famiglia Valeriani, forse una concessione fatta in passato ad un'ava, in modo da permetterle di ascoltare la messa attraverso di essa.

#### Chiesa di Sant'Agostino

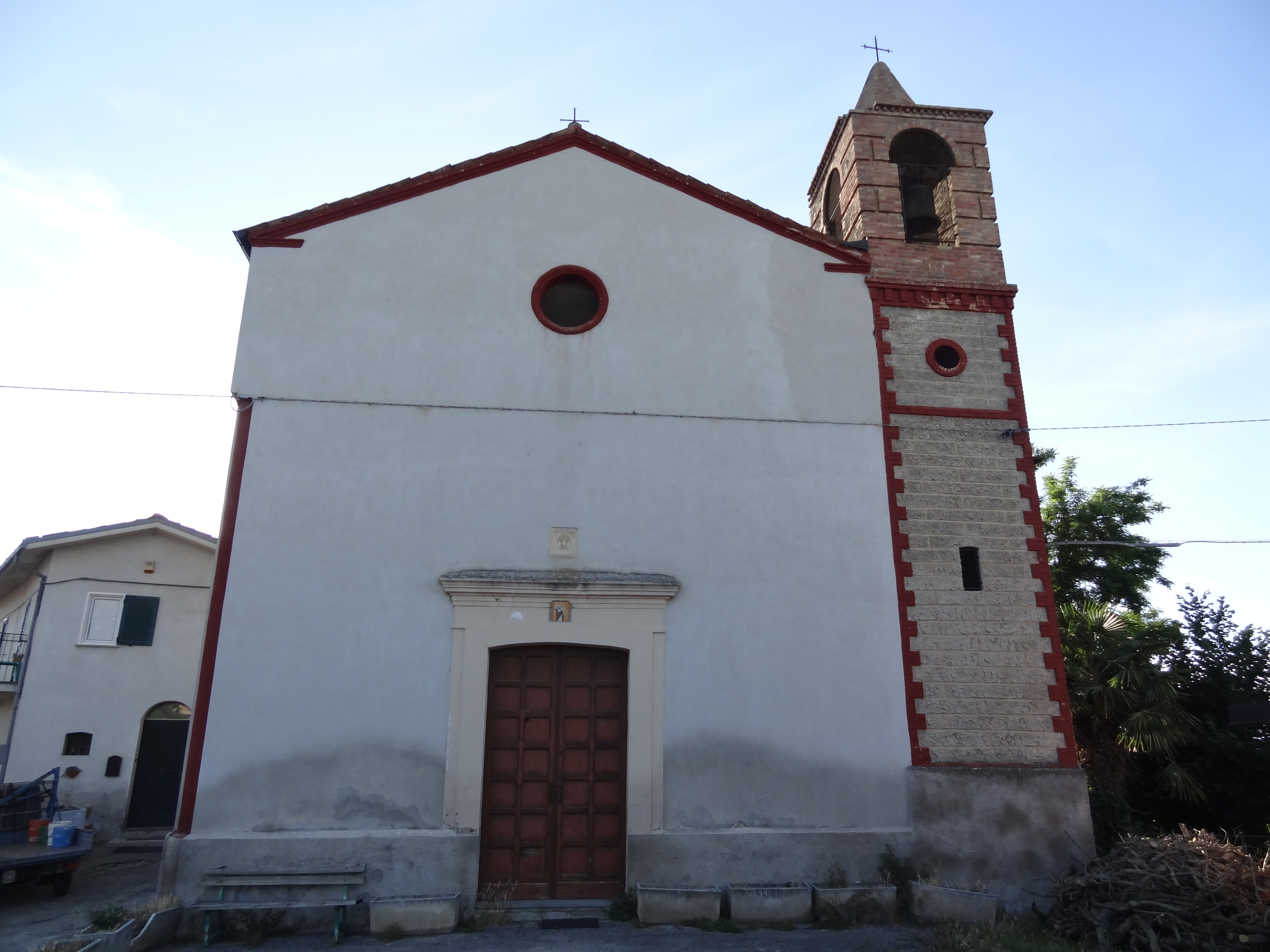
Chiesa di S. Agostino

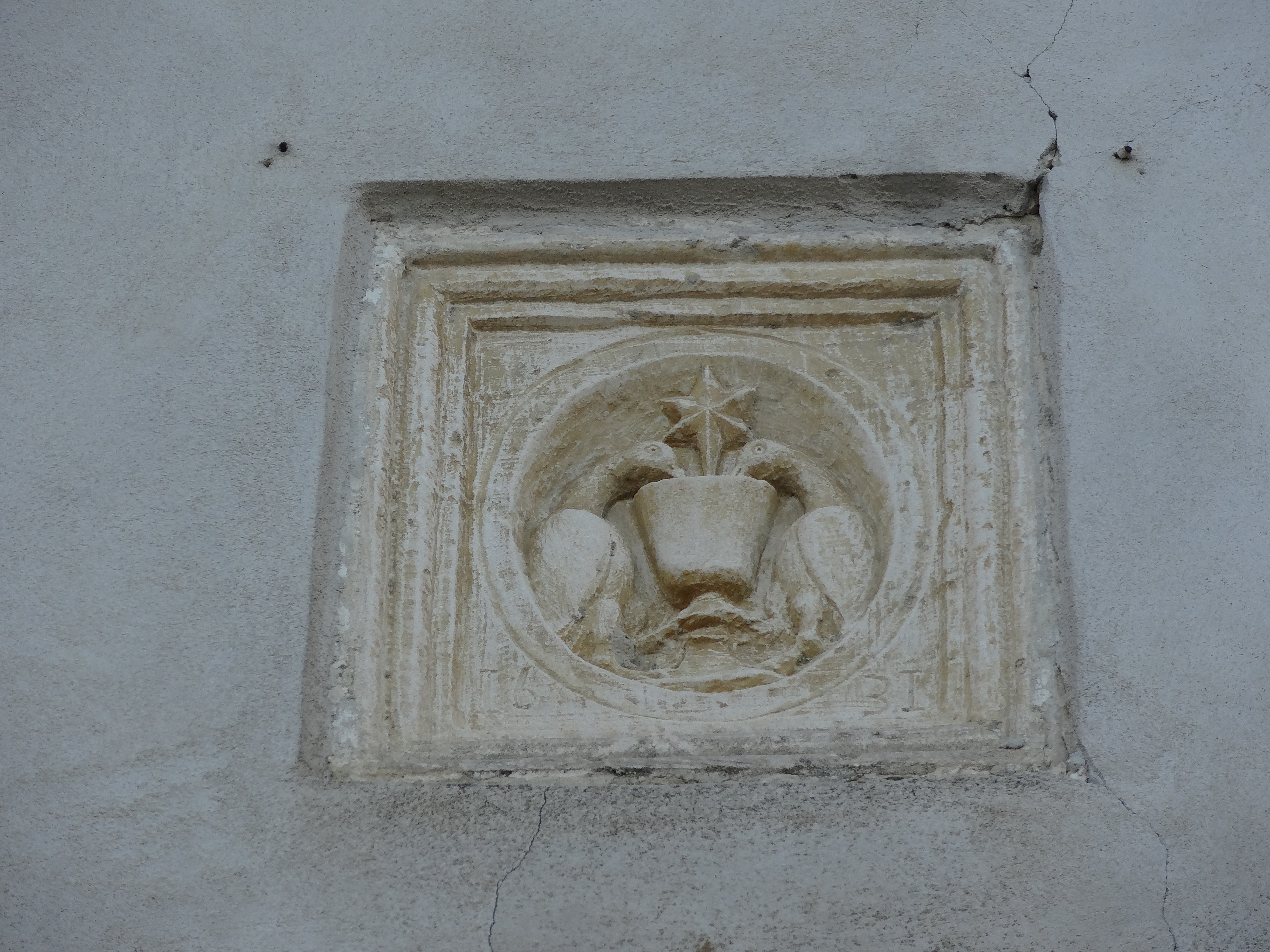
Particolare dello stemma camaldolese presente sopra il portale della Chiesa di S. Agostino

L'attuale edificio fu probabilmente costruito dai Padri Camaldolesi, i quali vi dimorarono fino al 1652, quando papa Innocenzo X soppresse tutti i piccoli monasteri nella seconda metà del XVIII secolo. Una piccola comunità di Padri Eremiti Camaldolesi vi è attestata fin dal 1085. La chiesa di S. Agostino veniva già menzionata, nel 1324, insieme alla chiesa di S. Giacomo nell'elenco delle decime delle Collectoriae di Penne e Atri. Nel 1548 risulta unita alla Congregazione di S. Croce di Fonte Avellana, che vi designa un monaco per la cura animarum, ossia per svolgere funzioni pertinenti ad una parrocchia, unione che poi viene confermata nel 1564 da papa Pio IV. Ancora nel 1591 papa Gregorio XIV dà alla Congregazione dei Camaldolesi, cui Fonte Avellena è unità dal 1569, la facoltà di eleggere il prelato di San Agostino di Basciano. La Badia di S. Agostino nel 1803 era Regio Patronato, cioè le sue rendite erano appannaggio esclusivo del Re. L'ex monaco Camaldolese Stanislao Cartelli, parroco della chiesa di S. Agostino, nel 1809, si lamenta della mancanza di mezzi per il sostentamento dei poveri della sua curia ed inoltra una richiesta di fondi all'Interdente della Provincia dei fondi dal Real Demanio, inserendosi in un più generale discorso di attenzione per le esigenze dei meno fortunati, che sembra contraddistinguere Basciano. Sul portale figura una rappresentazione dello stemma dei Camaldolesi con due colombe che bevono in una calice sormontato da una stella a sei punte, con la data 1631, quando la chiesa viene probabilmente riedificata. È un edificio mononave (con una sola navata), il cui aspetto originario è stato visibilmente modificato: il rosone attuale, ha sostituito una preesistente apertura quadrangolare ed il campanile a vela, sul lato sinistro dell'edificio, è stato ricostruito nel 1930. Nelle pareti esterne sono ancora visibili, ad un occhio attento, alcuni frammenti di riutilizzo. All'interno della chiesa è corsevato un dipinto a olio su tela raffigurante una Madonna con Bambino e santi, databile alla seconda metà del Cinquecento: l'opera può essere messa in relazione con le scuole parmensi e romane. L'impianto della composizione è classico con la Madonna al centro e il Bambino che tocca la croce del piccolo Giovanni Evangelista, il quale si presenta rivolto verso san Pietro, mentre due Padri della Chiesa, forse San Paolo e San Agostino, scrivono testi sacri. Due angeli sollevano una cortina rossa sullo sfondo di un'apertura ad arco lasciando scorgere un tratto di paesaggio. la prevalenza dei colori blu e rosso mette particolarmente in evidenza dei volti. Vi si conserva anche una statua lignea di San Pietro martire, di scuola veneta del XVI secolo.

#### Chiesa della Madonna delle Grazie

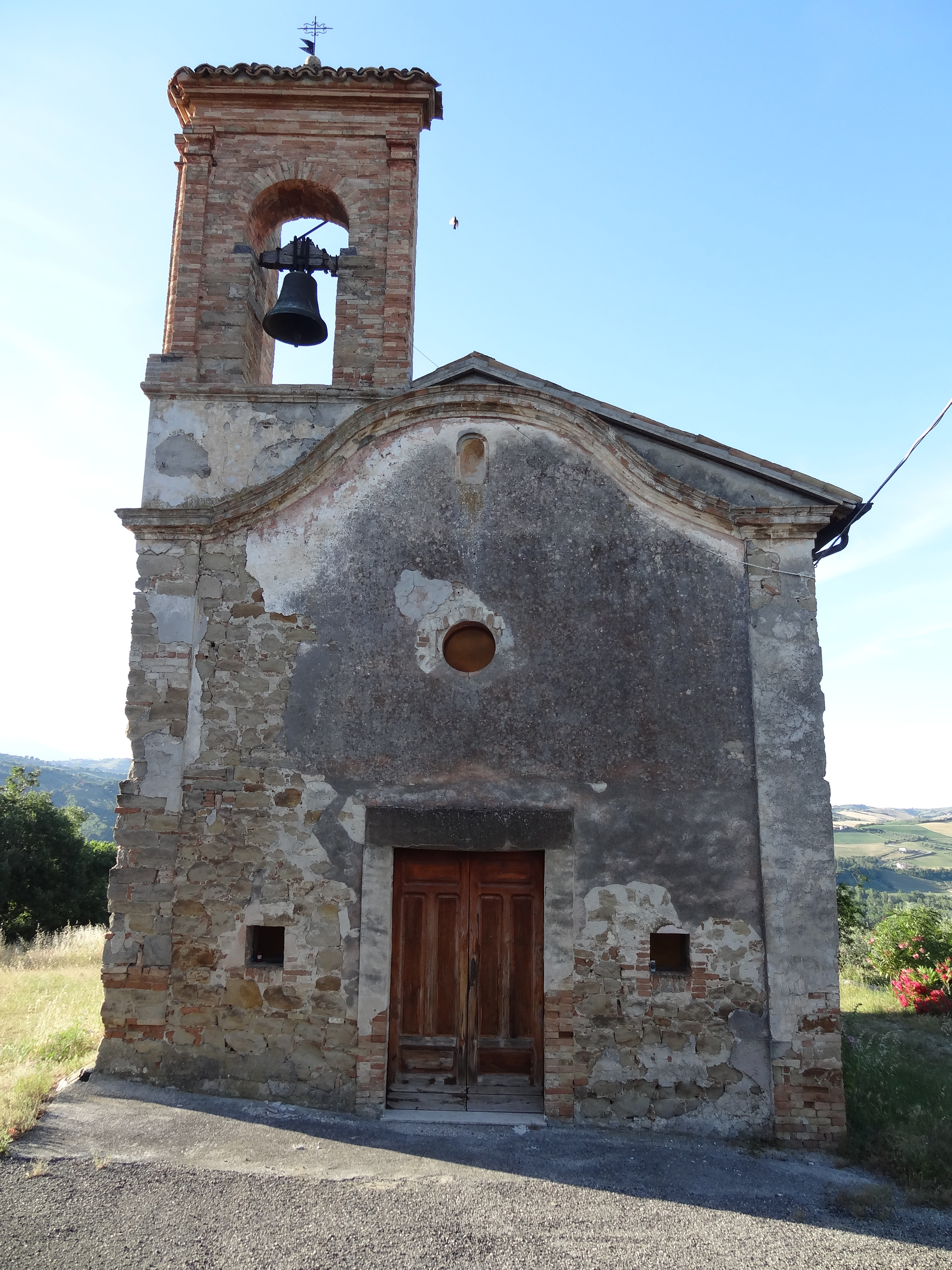
Chiesa della Madonna delle Grazie

Suggestiva chiesa rurale posta sulla strada che congiunge le frazioni di San Agostino e Zampitto. L'edificio ha base rettangolare con la facciata piuttosto spoglia: al centro si trova un portale con un blocco di granito che funge da architrave, ai lati si aprono due aperture quadrangolari, e in alto una piccola finestra circolare. La facciata nella parte superiore assume una forma ad arco, sottolineata da file di mattoni aggettanti, e letteralmente conserva delle lesene. La chiesa è costituita con blocchi squadrati di tufo di grandi dimensioni, coperti da intonaco. Un campanile a vela, in mattoni, che si erge a sinistra della facciata, alloggia due campane, su quella più grande è scritto: "I FEDELI DONANO A M. SS. DELLE GRAZIE A.D. 1952 - LAUDO VERUM POPULUM VOCO CLERUM CONGREGO DEFUNCTOS PLORO TEMPESTATEM FUGO FESTUM DECORO"  Trad. "LODO IL VERO DIO, CHIAMO IL POPOLO, RIUNISCO IL CLERO, LAMENTO I DEFUNTI, ALLONTANO LA TEMPESTA ONORO LA FESTA". Il "tempestam fugo" si riferisce alla credenza contadina che il suono della campana potesse far cessare le grandinate, a patto che la campana stessa non venisse mai suonata dalle donne, nel qual caso avrebbe perso questo potere. Sulla campana più piccola è scritto: "FUSA NELL'ANNO 1925 INVITO I FEDELI AL PERDONO ALLA GRAZIA ALLA PACE" Sopra l'attuale campanile ne esisteva un altro più piccolo, sempre a vela, la cui campana venne fusa per la realizzazione delle altre ed esso fu demolito. L'interno è ad aula unica e sulle pareti della zona presbiteriale sono otto grandi affreschi con figure di devozione, ascrivibili alla fine del Seicento. Nell'ordine, da sinistra a destra, sono raffigurati S.Andrea, S.Biagio, S.Berardo, S.Bartolomeo, S.Margherita, S.Angiolo Custode, Maria SS.Addolorata e S.Anna. Non si conosce con precisione l'epoca della costruzione dell'edificio e non sono chiare le sue origini, dato che nei documenti consultati non vi è traccia di questa chiesa. L'arredo liturgico più antico in essa custodito è un'acquasantiera datata 1646 e, all'interno, nella parete dietro all'altare, in una nicchia è custodita una statua della Madonna, di legno rivestito di smalto, quasi a grandezza naturale. Dalla sagrestia, per mezzo di una scala di legno, si accede alla stanza "dell'eremita", ovvero il rifugio di monaci ed eremiti nelle epoche passate. In occasione delle due guerre mondiali la chiesa fu meta di pellegrinaggio da parte di coloro che andavano ad impetrare la grazia e la protezione per gli uomini in guerra: vi sono conservati, infatti, alcuni ex-voto.

#### Chiesa di Santa Maria di Portolungo

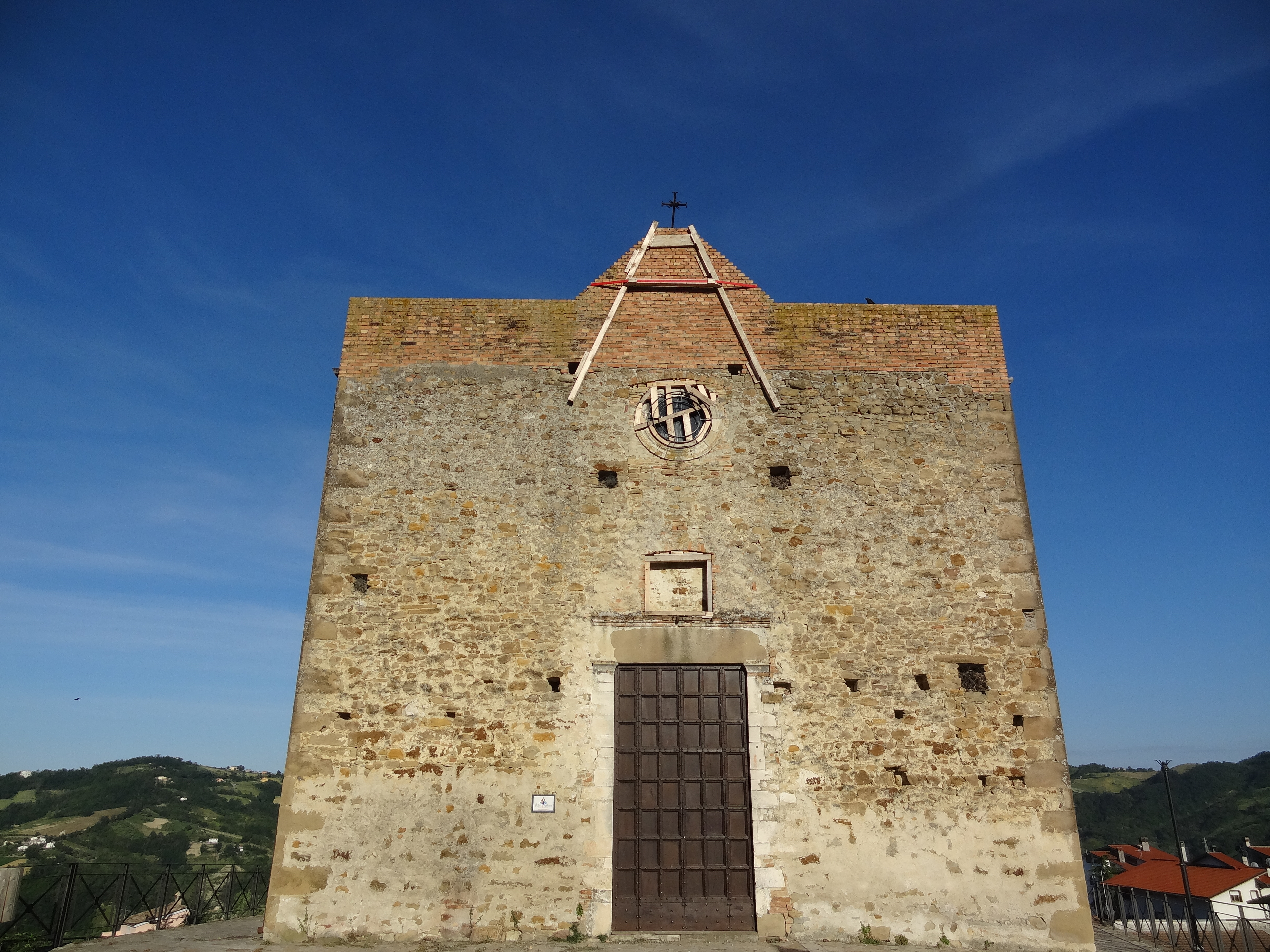
Facciata della Chiesa di S. Maria di Portolungo

La chiesa, di stile romanico, imponente nella sua essenzialità, sorge sul colle di Portolungo. Non sono chiare le sue origini, esisteva probabilmente già agli inizi del XIV secolo, come attesterebbe un ritrovamento archeologico, avvenuto agli inizi degli anni '60 in occasione della sostituzione della vecchia pavimentazione, ovvero il rinvenimento di una moneta d'argento emessa sotto Roberto D'Angiò, re di Napoli dal 1309 al 1343. Tuttavia non è stato possibile rinvenire alcun documento precoce che la menzioni. L'edificio ha pianta rettangolare con il tetto spiovente "a capanna", il muro perimetrale rientra all'altezza del presbiterio. Rispettando i canoni dello stile romanico la facciata, la parte posteriore e le pareti laterali si presentano estremamente sobrie. Il portale è privo di particolari ornamenti ed in alto c'è una finestra di forma circolare, che ricorda i famosi rosoni romanici, ricavata dal tamponamento di una precedente apertura quadrangolare risparmiata nel muro. Tre monofore leggermente strombate, di due murate, sono visibili nella parete settentrionale, mentre nella parete meridionale è stata richiusa solo una delle aperture. All'interno, l'unica navata, di forma rettangolare, è scandita da tre coppie di pilastri che si addossano alle pareti, con una funzione strutturale e nel presbiterio spicca un prezioso altare ligneo del seicento, di stile barocco, con applicazioni in oro. Sui pilastri di sostegno sono ancora visibili alcuni affreschi, tra cui un'immagine di San Lorenzo, mentre altri santi sono raffigurati. All'interno sono conservati degli affreschi del XV secolo e un pregevole altare ligneo in stile barocco. Il soffitto è rivestito da formelle di maiolica con disegni geometrici e raffigurazioni di animali stilizzati nei toni del rosso e del blu. La chiesa possedeva una cripta di notevole estensione, in cui, un tempo, venivano sepolti i defunti. Un elemento di notevole interesse è un'acquasantiera inserita nella muratura del lato destro, in pietra e di forma esagonale, che reca scolpito all'interno un serpente stilizzato, e presenta nella parte sottostante, all'esterno, un incasso. Probabilmente in un primo momento era sorretta da una colonnina e fungeva da fonte battesimale, come farebbe supporre anche la raffigurazione del serpente, simbolo del peccato. originale.

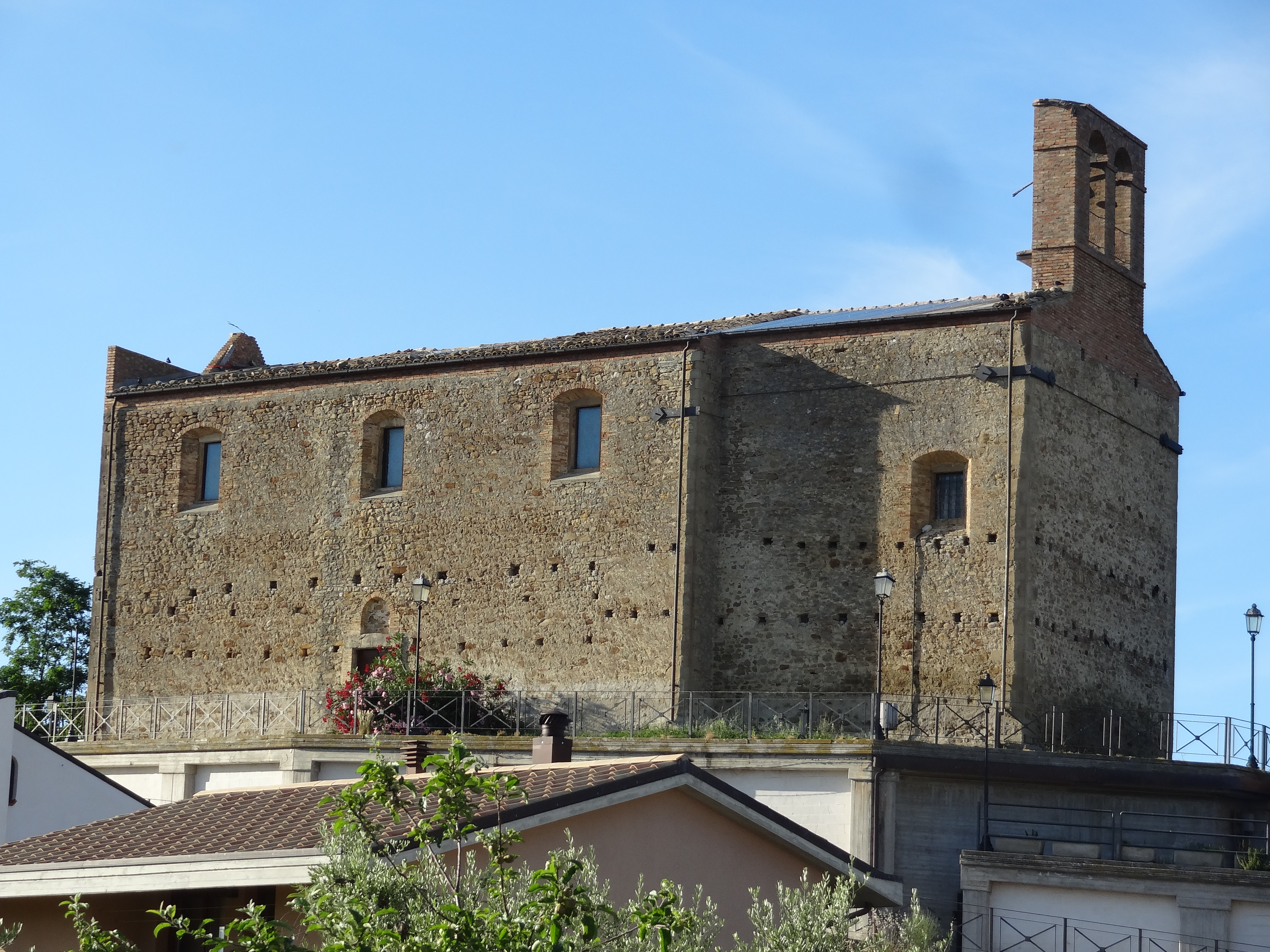
Veduta della Chiesa di S. Maria di Portolungo

### Siti archeologici
Vicus di San Rustico di Basciano - Sito archeologico riportato alla luce che testimonia la presenza umana fin dall'età del bronzo e del ferro ed oggetto di scavi archeologici dalla fine del XIX secolo.

## Società

### Evoluzione demografica
Abitanti censiti

### Etnie e minoranze straniere
Nel 2016 la popolazione straniera residente a Basciano risulta essere il 4,4% del totale. La comunità più numerosa è quella albanese (1,4% del totale della popolazione residente); segue quella rumena (0,9%).

## Paesaggio
Il Comune di Basciano, posto in una posizione strategica tra il mare e la montagna, offre un panorama a 360º su buona parte del territorio teramano. Il borgo gode di una delle più belle terrazze naturali dove ammirare la maestosità della catena montuosa del Gran Sasso e Monti della Laga, fino ai Monti Gemelli, i quali rappresentano il confine naturale con le Marche.

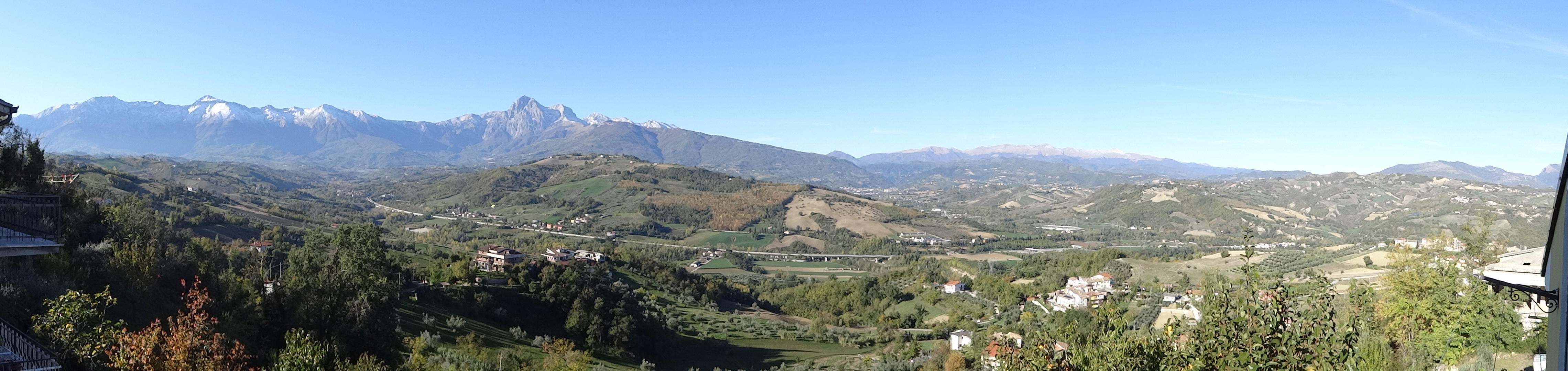
Da sinistra a destra: Monte Tremoggia (2321 m slm), Monte Camicia (2570 m slm), Vado Ferruccio (2273 m slm), Monte Prena (2566 m slm), Monte Infornace (2362 m slm), Monte Brancastello (2387 m slm), Monte San Gabriele (2117 m slm), Vado Di Corno (1962 m slm), Monte Aquila (2498 m slm), Corno Grande (2912 m slm), Corno Piccolo (2637 m slm), Pizzo Intermesoli (2635 m slm), Monte Corvo (2623 m slm), gruppo Monti della Laga: Monte Pelone (2250 m slm), Pizzo di Moscio (2411 m slm), Cima Lepri (2455 m slm), Monte Pizzitello (2223 m slm), Pizzo di Sevo (2419 m slm), gruppo Monti Gemelli: Montagna dei Fiori (1814 m slm) e Montagna di Campli (1718 m slm)

### Aree protette

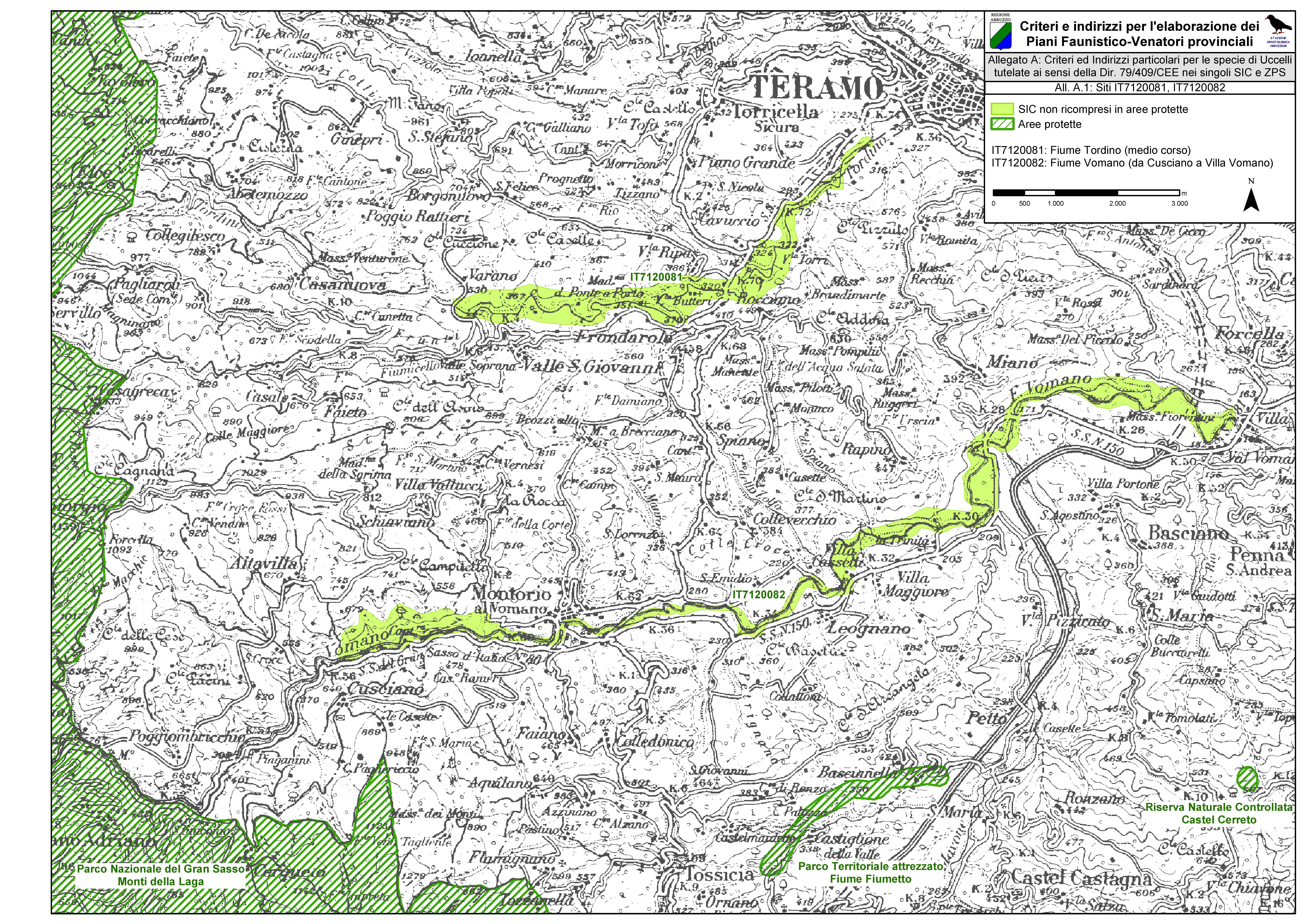
Cartografia del SIC Fiume Vomano

All'interno del territorio comunale di Basciano è presente un S.I.C. denominato: Fiume Vomano (da Cusciano a Villa Vomano), con il codice IT7120082. Il S.I.C. ricadente nei Comuni: Basciano, Montorio al Vomano, Penna Sant'Andrea e Teramo, ha una superficie totale di 459 ettari ed è caratterizzato dalla presenza di depositi alluvionali attuali e recenti (Olocene) che ricoprono un substrato, affiorante sui fianchi della valle fluviale, costituito, da monte verso valle, dai calcari marnosi e marne (Marne con cerrogna del Miocene medio), arenarie e marne argillose (Formazione della Laga del Messiniano) e marne ed argille laminate (Marne del Vomano del Pliocene inferiore). Sono presenti anche boscaglie di salici e lembi di bosco igrofilo. Sono presenti comunità elofitiche. L'elemento di elevata qualità ambientale è costituito dal tratto a Potamon, con una ricchezza di fauna ittica di elevato interesse scientifico (limite di areale di specie a distribuzione padana). Numerose le unità ecosistemiche della piana alluvionale. Alto anche il valore paesaggistico di alcuni segmenti fluviali (come ad esempio in corrispondenza della confluenza tra il fiume Vomano e il fiume Mavone).

## Festività e sagre
- Festa di San Giuseppe il 29-30 giugno che si celebra nella frazione di Zampitto;
- Festa della Madonna Del Carmine il 16 luglio - festa patronale con Santa Messa e processione nel borgo di Basciano;
- Sagra del Prosciutto Abruzzese - ogni seconda settimana di agosto[51].
- Festival Abruzzese dell'organetto "Ddu' Botte"[52]

## Gastronomia
La cucina bascianese rispecchia fedelmente la tradizione culinaria abruzzese, ed in particolare la costola della cucina teramana.

### Primi Piatti
- Maccheroni alla chitarra;
- Scrippelle mbusse: cioè bagnate, immerse in un leggero brodo di pollo dopo essere state cosparse di parmigiano o pecorino d'Abruzzo stagionato ed arrotolate;
- Timballo di scrippelle, dove sostituiscono la pasta sfoglia nel separare gli strati di ingredienti;
- Virtù: Le virtù sono un piatto della cucina teramana, caratteristico del primo di maggio.

| « Al primo di maggio noi usiamo di cucinare insieme ogni sorta di legumi, fave, fagiuoli, ceci, lenti, ecc. con verdure ed ossa salate, orecchi e piedi pure salati di maiali; e questa minestra chiamiamo Virtù ... » |
| (Giuseppe Savini, Lessico del dialetto teramano) |

- Mazzarelle - Prodotto tipico della cucina teramana, sembrano un secondo, per tanto considerate da molti come tale e, di certo, la prima impressione sarà quella di considerarle come una portata successiva ad altri piatti della cucina teramana come timballo o ai maccheroni alla chitarra, ma invece, le mazzarelle diventano un primo, anzi di fatto il primo obbligatorio del pranzo pasquale, una sorta di tradizionale ouverture dedicata all'agnello ed evocatrice di un indimenticato e indimenticabile passato di quotidianità contadina. Piatto semplice, all'apparenza, coratella di agnello avvolta in foglie di indivia legate con budelline dello stesso agnello, ma soggetto all'irrisolto dibattito tra due scuole di pensiero: quella della mazzarella semplice, cotta in un soffritto che ne esalti il sapore, e quella della mazzarella in umido, lasciata cuocere in un sughetto che si impreziosisce degli umori delle carni d'agnello.;
- Fregnacce - Le fregnacce sono un primo tipico abruzzese, preparato secondo la tradizionale ricetta contadina con carni di ottima qualità e l'immancabile pasta fresca. La passata di pomodoro, meglio se fatta in casa, contribuisce a fare delle fregnacce un simbolo della buona cucina italiana.[53]

### Secondi Piatti
- Arrosticini - Piatto simbolo della Regione; nella cucina povera tradizionale abruzzese troviamo assai spesso l'utilizzo della carne di pecora e di castrato. Una particolare preparazione a base di questo tipo di carni sono gli arrosticini (in alcune zone rrustelle o arrustelle), originari della zona pedemontana del Gran Sasso d'Italia;
- Pecora alla callara - è un'antica ricetta risalente ai tempi della transumanza quando, le pecore vecchie, azzoppate o morte nel lungo cammino dagli Abruzzi al Tavoliere delle Puglie, venivano di solito lasciate ai custodi del gregge. Per ammorbidire la dura carne di pecora si sottoponeva ad una lunghissima cottura, con gli aromi e le spezie trovate per strada, in un paiolo: la callara appunto, mentre a turno i pastori badavano al fuoco e schiumavano il sugo;
- Tacchino alla canzanese: Il tacchino viene servito freddo, insieme alla gelatina ottenuta facendo riposare e raffreddando il brodo di cottura dello stesso;
- Porchetta: Simile a quella laziale è caratterizzata dalla preparazione di un maiale adulto (anziché di un maialino come in altre regioni). Una curiosità che pochi sanno è che la porchetta abruzzese era molto apprezzata a Roma e il Papa spesso ordinava quella della zona teatina;
- 'Ndocca ‘Ndocca: È il classico piatto povero dei contadini nel quale si utilizzano tutte le parti del maiale (orecchie, muso, cotenna, piedi, costate) che non possono diventare prosciutti o salumi. Tipico della zona di Teramo;
- Fiadone salato - simile ad un raviolo ripieno di ricotta cotto al forno;
- Stoccafisso o Baccalà: baccalà cotto in padella con patate, pomodoro, olio, aglio, prezzemolo, cipolla, peperoncino, sale e olive nere;
- Pallotte cace e ove: Le polpette di formaggio e uova sono una delle espressioni culinarie più semplici e più buone della cucina abruzzese. Si prepara semplicemente facendo delle polpette con solo mollica di pane raffermo, uova, formaggio da grattugia (pecorino, formaggi grana), aglio. Si fanno dorare friggendole e si saltano in un semplice sugo di pomodoro e basilico (o sughi segreti delle massaie locali). Una curiosità: qualche anno fa un cuoco le ha presentate in una gara culinaria internazionale, vincendola, con un nome assai altisonante che depurato della ricercatezza linguistica significava semplicemente "polpette di uova e formaggio al sugo".

### Dolci
- Bocconotti: Tartellette di pasta frolla farcite, spolverate di zucchero a velo, dalla forma di un tronco di cono rovesciato;
- Cagionetti, calgionetti, caggiunitt', caggionetti, caviciunette: Dolce natalizio simile ad un raviolo, con impasto di farina, olio e vino bianco. Il ripieno è composto da ceci, cacao, mosto cotto, cannella e bucce di arancio che viene fritto; nella zona di Teramo e di Montorio al Vomano il ripieno è composto da pasta di castagne, mandorle tritate, cioccolata fondente, buccia di limone, rum, miele, cannella; ad Ortona e Chieti invece il ripieno è composto da un impasto di marmellata di uva nera di Montepulciano, mandorle e noci tostate e macinate, cannella e cacao;
- Celli ripieni o Celli di Sant'Antonio - Mezzelune composte da una sfoglia croccante di pasta fatta con farina, olio e vino bianco dentro la quale si nasconde un morbido ripieno di marmellata, mandorle, zucchero, biscotti secchi;
- Croccante di mandorle: Si presenta come una tavoletta sottile, dura e croccante di colore bruno ambrato, realizzata con mandorle amalgamate con lo zucchero fuso e rappreso;
- Fiadone: prodotto da forno abruzzese tradizionalmente preparato per le feste pasquali e natalizie;
- Pan ducale:La ricetta tradizionale prevedeva uova, zucchero, farina e mandorle a cui si è aggiunto, a partire dal 1800, il cioccolato puro, caratteristica fondamentale del dolce. È di solito sempre presente nelle occasioni importanti o nelle visite di parenti e amici; ne esistono diverse varianti;
- Parrozzo: è fatto con semolino o, in alternativa, la farina gialla o farina bianca con fecola, zucchero, mandorle tritate, essenza di mandorla amara, buccia di arancia o buccia di limone ed è ricoperto di cioccolato fondente. Il dolce è ottenuto impastando la farina gialla, con uova e mandorle tritate e la buccia di arancia o limone. Si versa l'impasto in uno stampo semisferico preferibilmente di alluminio e lo si cuoce nel forno. A cottura ultimata, quando il dolce è ormai freddo, lo si ricopre con il cioccolato fondente fuso.
- Pepatelli: I pepatelli (localmente chiamati pappatill') sono dolci natalizi tipici abruzzesi originari di Teramo di forma rettangolare, così chiamati per la presenza di pepe nell'impasto;
- Sfogliatelle abruzzesi - dolce tipico natalizio ripieno di marmellata d'uva;
- Zeppole: Ne esistono due varianti: sulla costa e nel teramano la zeppola è una specie di bignè con la crema, fritto o cotto al forno, con una piccola amarena al centro. Come per molte altre zone d'Italia, sono tipiche della festa di San Giuseppe (19 marzo);

### Olio
- Pretuziano delle Colline Teramane D.O.P. - olio di oliva a denominazione di origine protetta tipico della provincia di Teramo.

### Vini e liquori
- IGT Colli Aprutini[54];
- Vino cotto;
- Ratafià;
- Liquore di Genziana;

## Curiosità
- Il Comune di Basciano vanta di una lunga tradizione scacchistica tra i suoi residenti grazie all'intensa attività divulgatrice e di formazione intrapresa da molti anni dal Prof. Antonio Di Martino (candidato maestro FSI), il quale, oltre ad organizzare annualmente un Torneo di Scacchi durante la rinomata Sagra del Prosciutto, tiene corsi didattici presso gli istituti comprensivi.

Nell'anno 2011 la squadra composta dai ragazzi dell'Istituto comprensivo statale “Falcone e Borsellino” di Basciano si classifica al secondo posto al torneo studentesco provinciale e al terzo posto in quello regionale, guadagnando l'accesso alla fase nazionale disputata poi a Spoleto tra il 12 e il 15 maggio. La squadra mista, composta dagli alunni del plesso elementare di Zampitto e di Basciano è riuscita a classificarsi al 28 posto su 40.
L'impresa viene poi ripetuta nel 2016, quando la squadra composta dai ragazzi dell'Istituto comprensivo statale "Falcone e Borsellino" di Basciano si qualifica per disputare la fase finale del torneo giovanile nazionale di scacchi, rappresentando la Regione Abruzzo.

## Amministrazione
| Periodo          | Periodo          | Primo cittadino       | Partito                         | Carica      | Note          |
| ---------------- | ---------------- | --------------------- | ------------------------------- | ----------- | ------------- |
| 23 aprile 1995   | 4 giugno 1996    | Paolo Paolini         | Lista civica                    | Sindaco     | [ 56 ] [ 57 ] |
| 5 giugno 1996    | 16 novembre 1996 | Camillo Marrone       | Lista civica                    | Vicesindaco | [ 58 ]        |
| 17 novembre 1996 | 13 maggio 2001   | Paolo Paolini         | Lista civica di centro-sinistra | Sindaco     | [ 59 ]        |
| 14 maggio 2001   | 15 maggio 2011   | Pierluigi Di Giacinto | Lista civica di centro-sinistra | Sindaco     | [ 60 ] [ 61 ] |
| 16 maggio 2011   | 5 giugno 2016    | Paolo Paolini         | Lista civica Torre gialla       | Sindaco     | [ 62 ]        |
| 6 giugno 2016    | in carica        | Alessandro Frattaroli | Lista civica Uniti per Basciano | Sindaco     |               |

### Gemellaggi
- Bassiano[63]